# Bound for Glory (2005)
Bound for Glory (2005) – gala wrestlingu zorganizowana przez amerykańską federację Total Nonstop Action Wrestling (TNA), nadawana na żywo w systemie pay-per-view. Odbyła się 23 października 2005 r. w Universal Studios w Orlando na Florydzie. Była to pierwsza gala z cyklu Bound for Glory oraz dziesiąte pay-per-view TNA w 2005 r. Gala była reklamowana jako najważniejsze doroczne wydarzenie federacji, na wzór WrestleManii przygotowywanej przez głównego rywala organizacji z Nashville, World Wrestling Entertainment (WWE).
Karta walk wydarzenia składała się z dziesięciu pojedynków, w tym trzech o tytuły mistrzowskie, oraz jednego meczu przed galą (pre-show match). Walką wieczoru był singles match o NWA World Heavyweight Championship między Jeffem Jarrettem a pretendentem, Rhino. Gościnnym sędzią specjalnym spotkania był Tito Ortiz. Pierwotnie Kevin Nash miał zmierzyć się z Jarrettem, ale w wyniku problemów zdrowotnych, nie mógł stawić czoła rywalowi. Jego następcę wyłonił 10–Men Gauntlet match wygrany przez Rhino. Ten pokonał Jarretta w dalszej części zawodów i wywalczył mistrzostwo wagi ciężkiej. A.J. Styles bronił TNA X Division Championship w 30–minutowy Iron Man matchu przeciwko Christopherowi Danielsowi. Styles zwyciężył Danielsa w stosunku 1 – 0, a tym samym zachował tytuł. America’s Most Wanted (Chris Harris i James Storm) obronili NWA World Tag Team Championship przeciwko The Naturals (Andy Douglas i Chase Stevens). Chris Sabin, Matt Bentley i Petey Williams rywalizowali w Three Way Ultimate X matchu, aby wyłonić kandydata do walki o TNA X Division Championship. Zwycięzcą okazał się Williams. Podczas wydarzenia rozegrano również Monster Ball match, a jego uczestnikami byli: Abyss, Jeff Hardy, Sabu oraz Rhino, który odniósł triumf w pojedynku.
Bound for Glory zostało zapamiętane z powodu nieobecności Nasha w walce wieczoru i zaimprowizowanego zwycięstwa Rhino. Jego niespodziewane zdobycie pasa mistrzowskiego TNA sklasyfikowało na 21. miejscu najważniejszych chwil w historii federacji. Gala była dedykowana Reggiemu Lisowskiemu, zmarłemu dzień przed wydarzeniem. Bob Kapur, redaktor działu  Canadian Online Explorer o wrestlingu, ocenił zawody na 9 w 10 – punktowej skali. Zatem Bound for Glory otrzymało wyższą notę niż WrestleMania 21 z tego samego roku, której Dale Plummer i Nick Tylwalk przyznali 5 punktów.

## Przygotowania

### Tło
W marcu 2005 r. zakomunikowano, że TNA planuje zorganizować pay-per-view o nazwie Bound for Glory, które będzie miało tę samą rangę co WrestleMania głównego rywala federacji, WWE. 19 czerwca Mike Tenay i Don West podali informację, że Bound for Glory odbędzie się 23 października. 19 sierpnia do sprzedaży weszły bilety na wydarzenie, a plakat, przedstawiający motto gali -  "A Time for Greatness" oraz wizeruneki siedmi zawodników: Ravena, Monty’ego Browna, Jeffa Hardy’ego, Jeffa Jarretta, Rhino, A.J. Stylesa i Abyssa, TNA zaprezentowano wcześniej w In Demand. 22 października miało miejsce spotkanie fanów z wrestlerami, promowane jako Total Nonstop InterAction, w DoubleTree Hotelu w Orlando. Na konwencie byli obecni, m.in.: Raven, A.J. Styles, Jushin Liger, Christopher Daniels, Jeff Hardy, Jeff Jarrett, Chris Sabin, Monty Brown, Jimmy Hart, Lance Hoyt, Rhino, Abyss, Kip James, Shark Boy, Chris Harris, James Storm, B.G. James, Elix Skipper, Sonjay Dutt, Sonny Siaki, James Mitchell, Apolo, Bobby Roode, Eric Young, A-1 i Petey Williams z Teamu Canada. Przed transmisją gali przewidziano trzydziestominutowe otwarcie (pre show). TNA zareklamowało debiut japońskiego zawodnika, Jushina Ligera, którego przeciwnikiem był później Samoa Joe. Meteorolodzy prognozowali przejście przez Florydę huraganu Wilma w czasie imprezy, ale organizatorzy nie zdecydowali się na jej odwołanie. Bound for Glory zostało zadedykowane Reggiemu Lisowskiemu, lepiej znanemu pod pseudonimem „The Crusher”, który zmarł 22 października.

## Wyniki walk
Zestawienie zostało przygorowane na podstawie źródeł:
| Nr                                                                   | Wyniki | Stypulacje                                                                               | Czas  |
| -------------------------------------------------------------------- | --- | ---------------------------------------------------------------------------------------- | ----- |
| 1P                                                                   | Sonjay Dutt pokonał Alexa Shelley’ego, Austina Ariesa i Rodericka Stronga                                                             | 4-Way match                                                                              | 12:07 |
| 2                                                                    | Samoa Joe pokonał Jushina Ligera | Singles match                                                                            | 7:27  |
| 3                                                                    | The Diamonds in the Rough (David Young, Elix Skipper i Simon Diamond) pokonali Apolo, Shark Boya i Sonny’ego Siakiego                 | 6-Man Tag Team match                                                                     | 7:03  |
| 4                                                                    | Monty Brown pokonał Lance’a Hoyta | Singles match                                                                            | 6:29  |
| 5                                                                    | Team Canada (A-1, Bobby Roode i Eric Young) pokonali 3Live Kru (B.G. Jamesa, Konnana i Rona Killingsa)                                | 6-Man Tag Team match                                                                     | 6:08  |
| 6                                                                    | Petey Williams pokonał Chrisa Sabina i Matta Bentleya (z Traci)                                                                       | Ultimate X match o miano pretendenckie do TNA X Division Championship                    | 13:13 |
| 7                                                                    | America’s Most Wanted (Chris Harris i James Storm) (z Gail Kim) (c) pokonali The Naturals (Andy’ego Douglasa i Chase’a Stevensa)      | Tag Team match o NWA World Tag Team Championship                                         | 10:37 |
| 8                                                                    | Rhino pokonał Abyssa (z Jamesem Mitchellem), Jeffa Hardy’ego i Sabu                                                                   | Monster's Ball match                                                                     | 12:20 |
| 9                                                                    | AJ Styles (c) pokonał Christophera Danielsa (1-0)                                                                                     | 30-minutowy Iron Man match o TNA X Division Championship                                 | 30:00 |
| 10                                                                   | Rhino pokonał Abyssa, A.J. Stylesa, Jeffa Hardy’ego, Kipa Jamesa, Lance’a Hoyta, Monty’ego Browna, Rona Killingsa, Sabu i Samoa Joego | 10-Man Gauntlet match o miejsce Kevina Nasha w walce wieczoru                            | 14:12 |
| 11                                                                   | Rhino pokonał Jeffa Jarretta (z Gail Kim) (c)                                                                                         | Singles match o NWA World Heavyweight Championship z Tito Ortizem jako sędzią specjalnym | 5:30  |
| (c) – mistrz/mistrzyni przed walkąP – walka miała miejsce w pre-show | |                                                                                          |       |